# Óratorony (épület)
Az óratorony a középkori városok központi terén felépített, eredetileg napórával felszerelt építmény. Az újkortól egyre több helyen toronyórával, azaz mechanikus, majd elektromechanikus óraszerkezettel látták el. Többnyire harangjáték is működik az óratoronyban.

## Története
Az egyik legrégebbi óratorony a Szelek tornya Athénban, amelynek az egyik oldalán látható a nyolcszögletű óra. Jelenleg már ezek az épületek többnyire műemlékek, ahogy a rajtuk lévő toronyórák is.
Az építészeti órák modern elektronizált változatát újra használják a városokban, hogy díszítsék a nyilvános helyeket, és jelezzék a hivatalos időt.

## Híres óratornyok
- Athén – Szelek tornya
- Bécs – Rathaus
- Graz – Uhrenturm
- Kassa – Óratorony
- Krakkó – Waweli székesegyház#Óratorony
- London – Big Ben
- Madrid – Városháza
- Párizs – Tour de l'horloge
- Prága – Orloj
- Városháza (Szeged)
- Óratorony (Velence)
- Pachucai óratorony
- Guayaquili óratorony

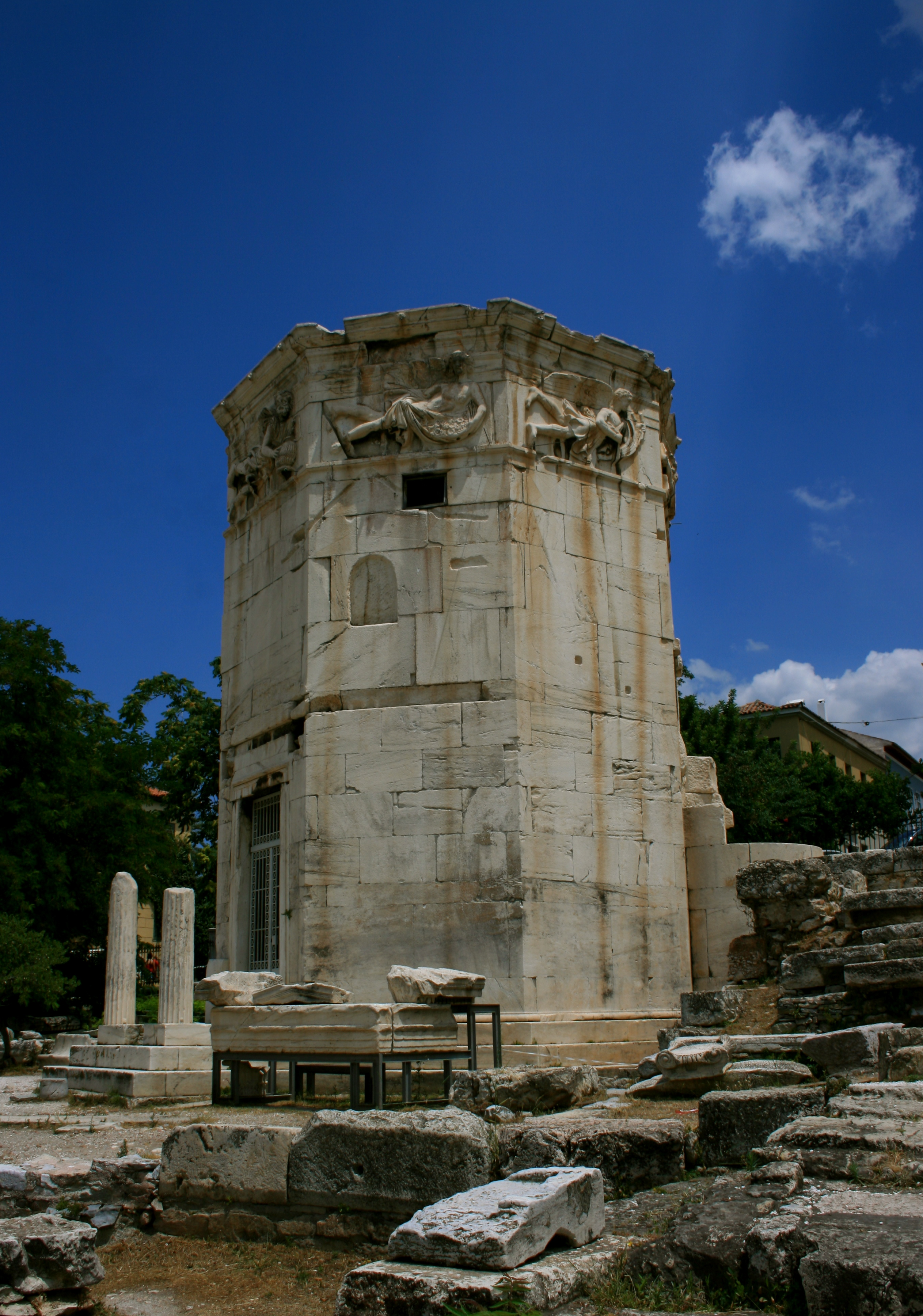
A Szelek tornya, Athén
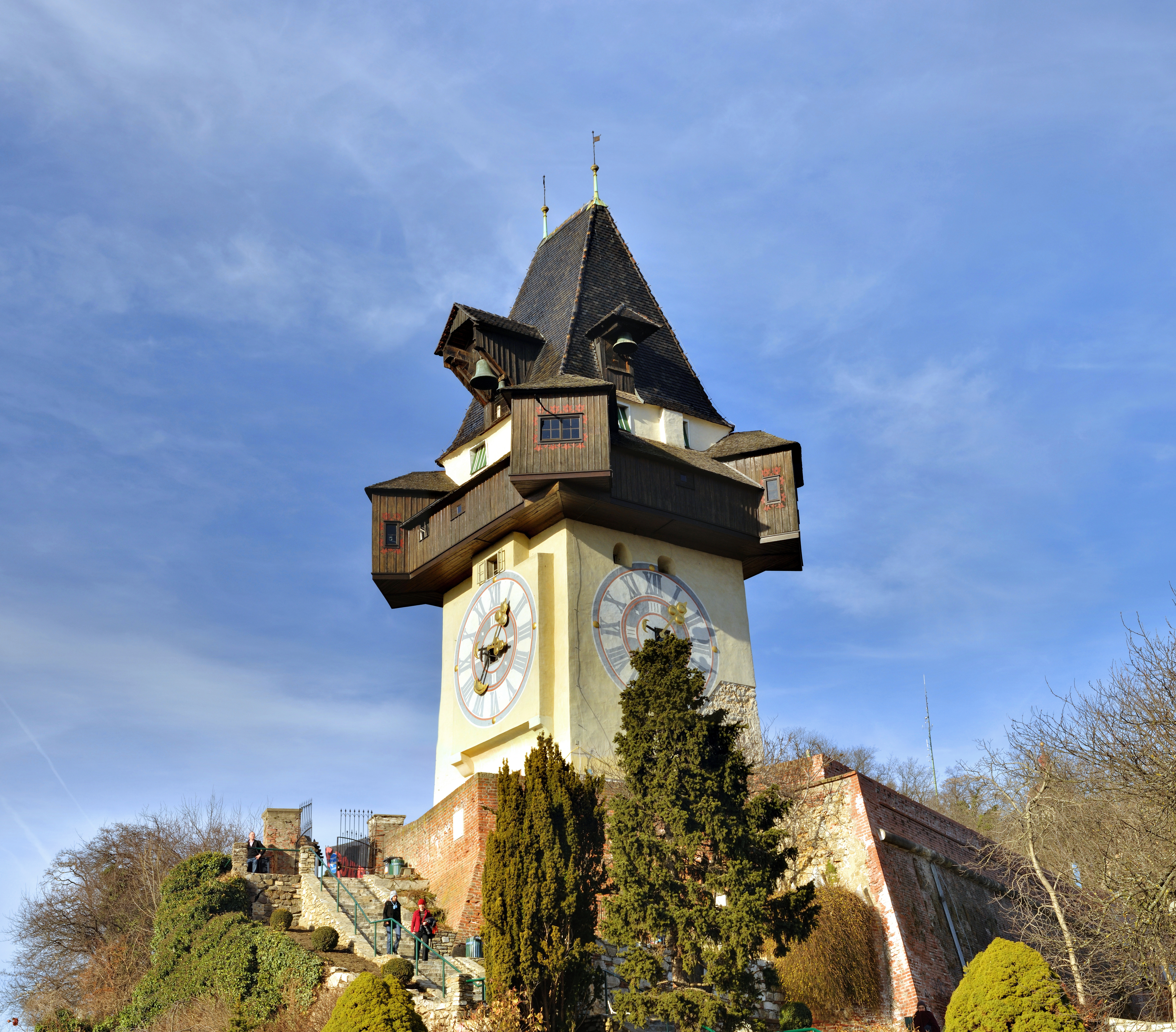
Uhrenturm, Graz
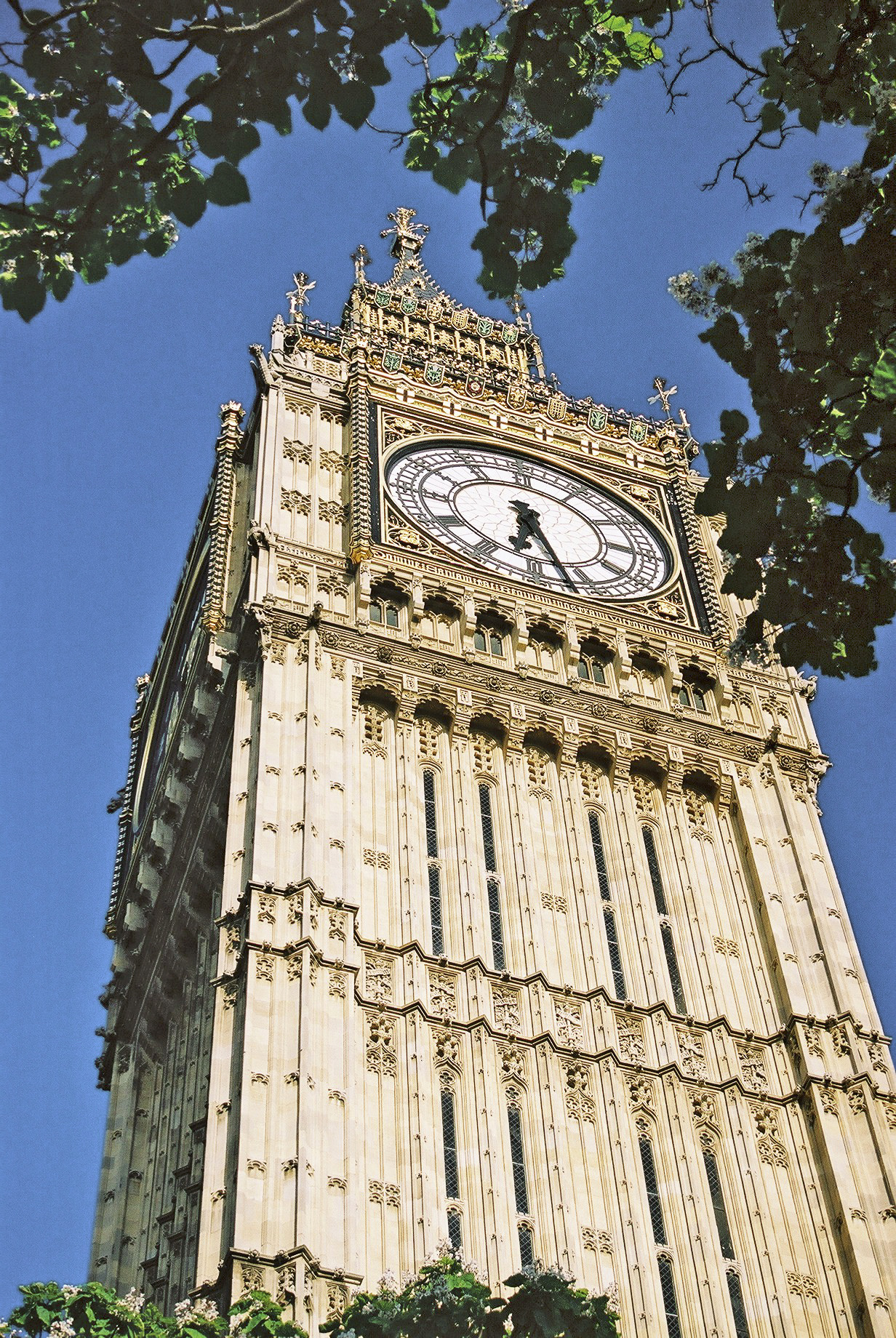
Big Ben, London
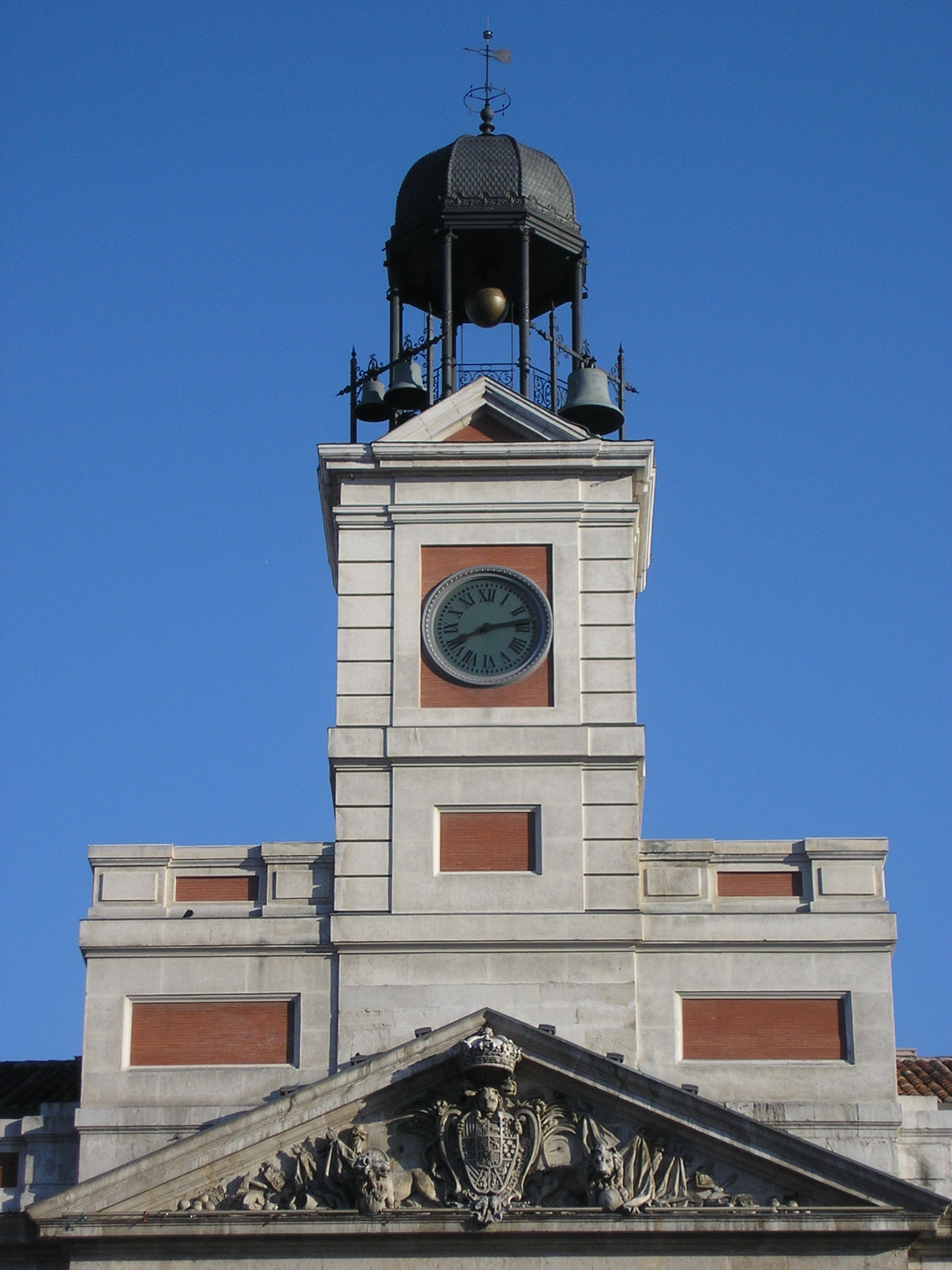
A városháza óratornya, Madrid

## Fordítás
- Ez a szócikk részben vagy egészben  a   Reloj de torre című spanyol Wikipédia-szócikk ezen változatának fordításán alapul.  Az eredeti cikk szerkesztőit annak laptörténete sorolja fel. Ez a jelzés csupán a megfogalmazás eredetét és a szerzői jogokat jelzi, nem szolgál a cikkben szereplő információk forrásmegjelöléseként.